# Complesso ospedaliero San Giovanni-Addolorata

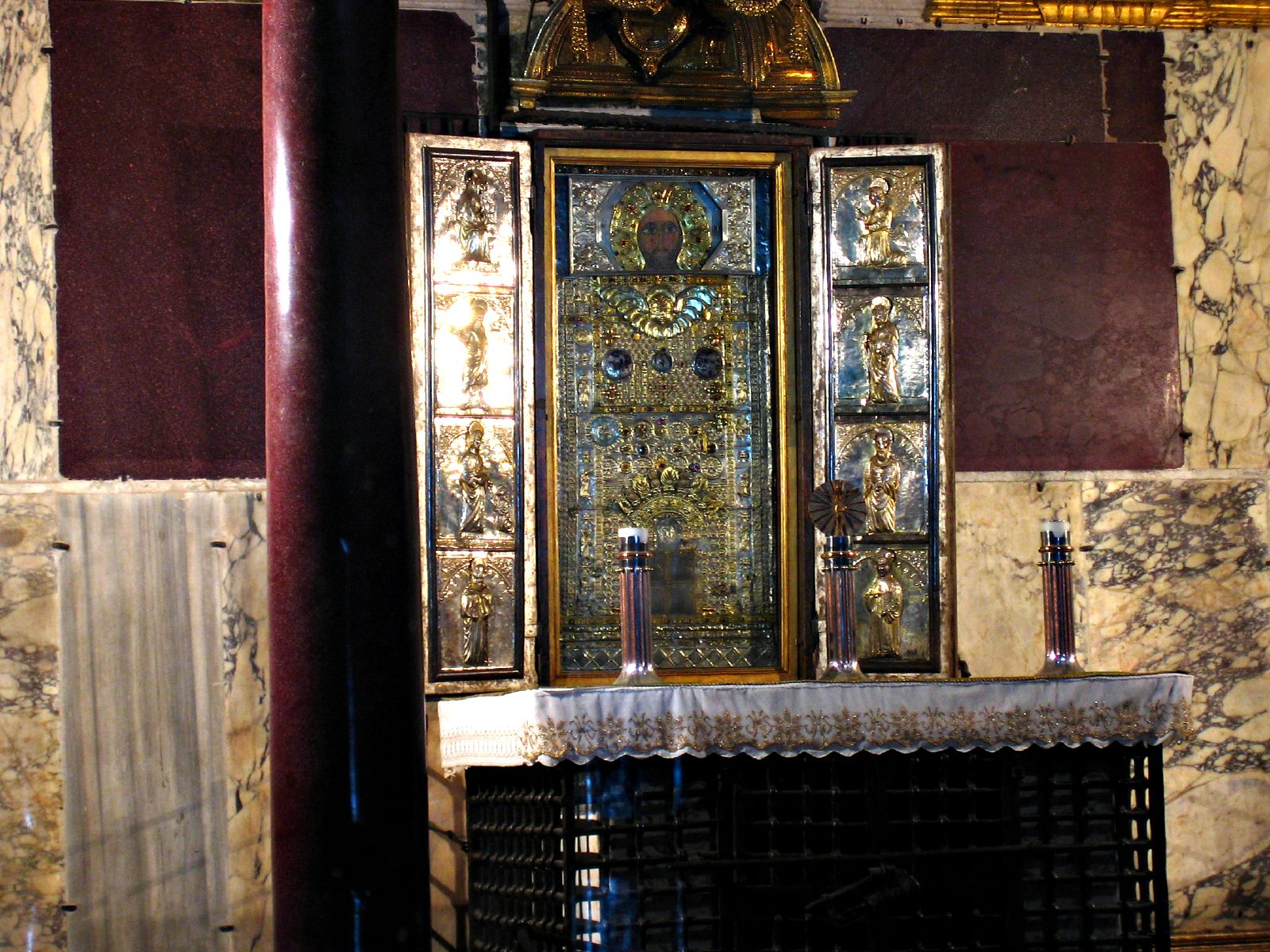
L'acheropita del laterano

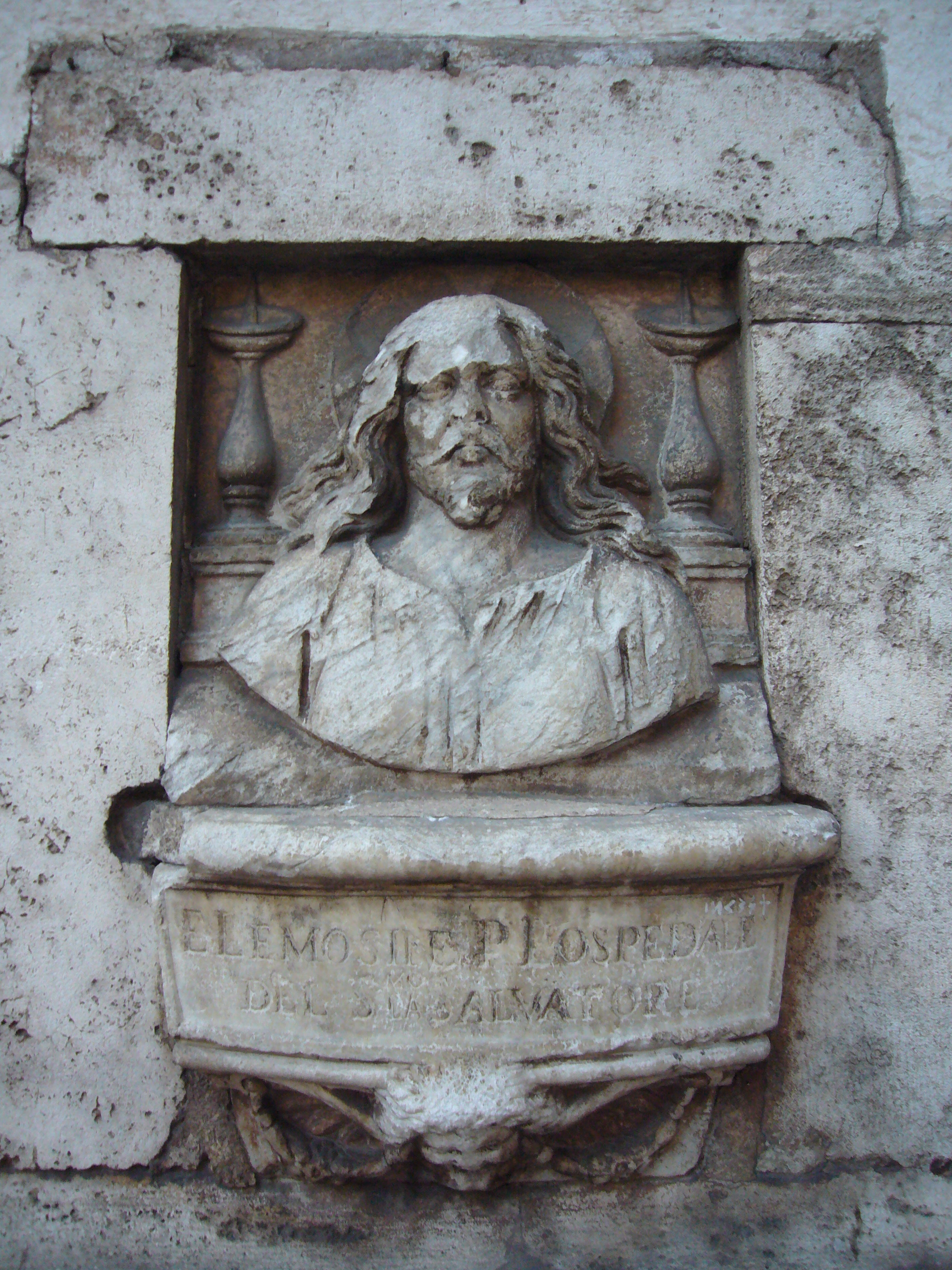
Emblema della Confraternita del SS. Salvatore sull'elemosiniera in facciata dell'ospedale

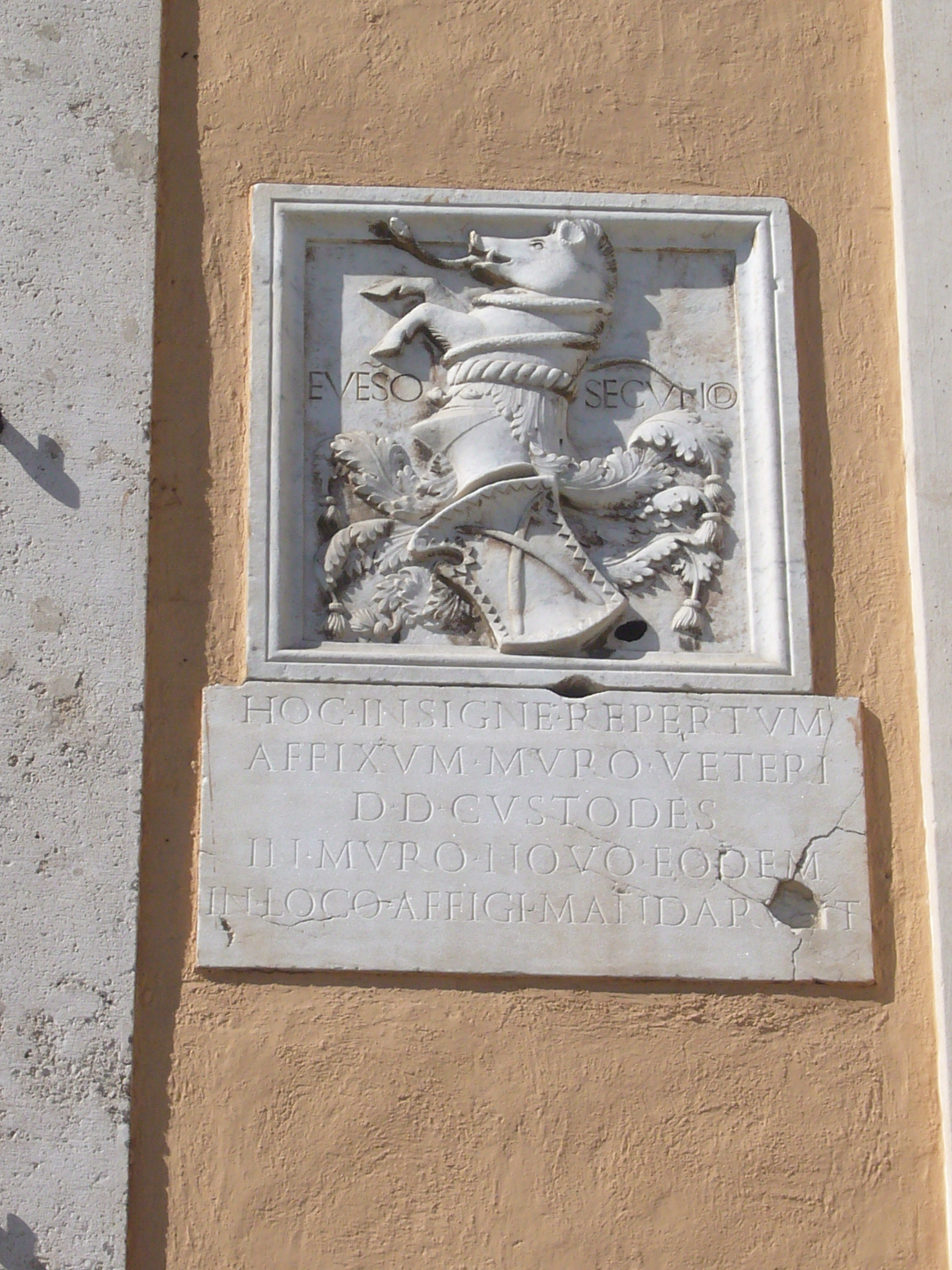
Stemma di Everso degli Anguillara, grande peccatore e altrettanto grande benefattore dell'ospedale insieme con i propri figli

Il complesso ospedaliero San Giovanni-Addolorata, a Roma, è uno dei più grandi ospedali dell'Italia centrale, in forza all'omonima azienda ospedaliera; si tratta di una delle più grandi e antiche strutture ospedaliere della città, comunemente designato come ospedale San Giovanni.

## Storia

### La Confraternita del SS. Salvatore
Alle origini dell'ospedale di San Giovanni c'è l'"Arciconfraternita del SS. Salvatore", istituita per assicurare protezione e omaggio all'immagine acheropita del Salvatore custodita presso il Sancta Sanctorum.
Già prima del XIII secolo «vennero stabiliti a custodirla perpetuamente dodici gentiluomini ottimati e principali di Roma chiamati Ostiarii, Portieri o Raccomandati del Ss. Salvatore». L'appartenenza alla congregazione - che si occupava anche dell'amministrazione dei beni che per beneficenza venivano conferiti alle opere di carità condotte sotto l'insegna dell'immagine - divenne presto ereditaria, sempre tra i «gentiluomini ottimati e principali di Roma», e nel 1332 la congrega fu eretta in Confraternita da Giovanni XXII.
Ma i tempi erano barbari, il santuario pativa furti e disordini amministrativi, le famiglie senatorie si estinguevano, mentre l'opera aveva assunto un notevole rilievo economico, oltre che religioso, e andava quindi ricondotta sotto il governo del vescovo di Roma. Tornati i papi a Roma da Avignone, prima Martino V, poi Niccolò V e Sisto IV e infine Alessandro VI misero ordine nella gestione della congrega e dei suoi beni, affidandola interamente alla Confraternita, intimamente legata al Capitolo Lateranense e divenuta nel tempo un potente soggetto economico.

### Le opere
La Confraternita - ricorda il Moroni - «esercitavasi in varie opere cristiane. Vestiva nel giorno della festa di san Giovanni dodici poveri che poi trattava a pranzo: altra mensa imbandiva nel giovedì santo a dodici religiosi, dava a ciascuno di essi un paio di scarpe, un giulio ed un pane; dotava eziandio povere donzelle; manteneva in casa povere vedove; ed avea finalmente in cura l'arcispedale di s. Giovanni presso Sancta Sanctorum ed i collegii Capranica, Nardini, Crivelli, e Ghislieri. Opere si' pietose accendevano la carità de' fedeli ad alimentarle con novelli sussidii; ed infatti sia a perenne memoria la generosità del Cardinal Giannantonio Sangiorgi piacentino legato a latere in Roma nell'assenza di Alessandro VI, e di Giulio II che lasciò erede la Confraternita de suoi beni.».

### La stratificazione edilizia

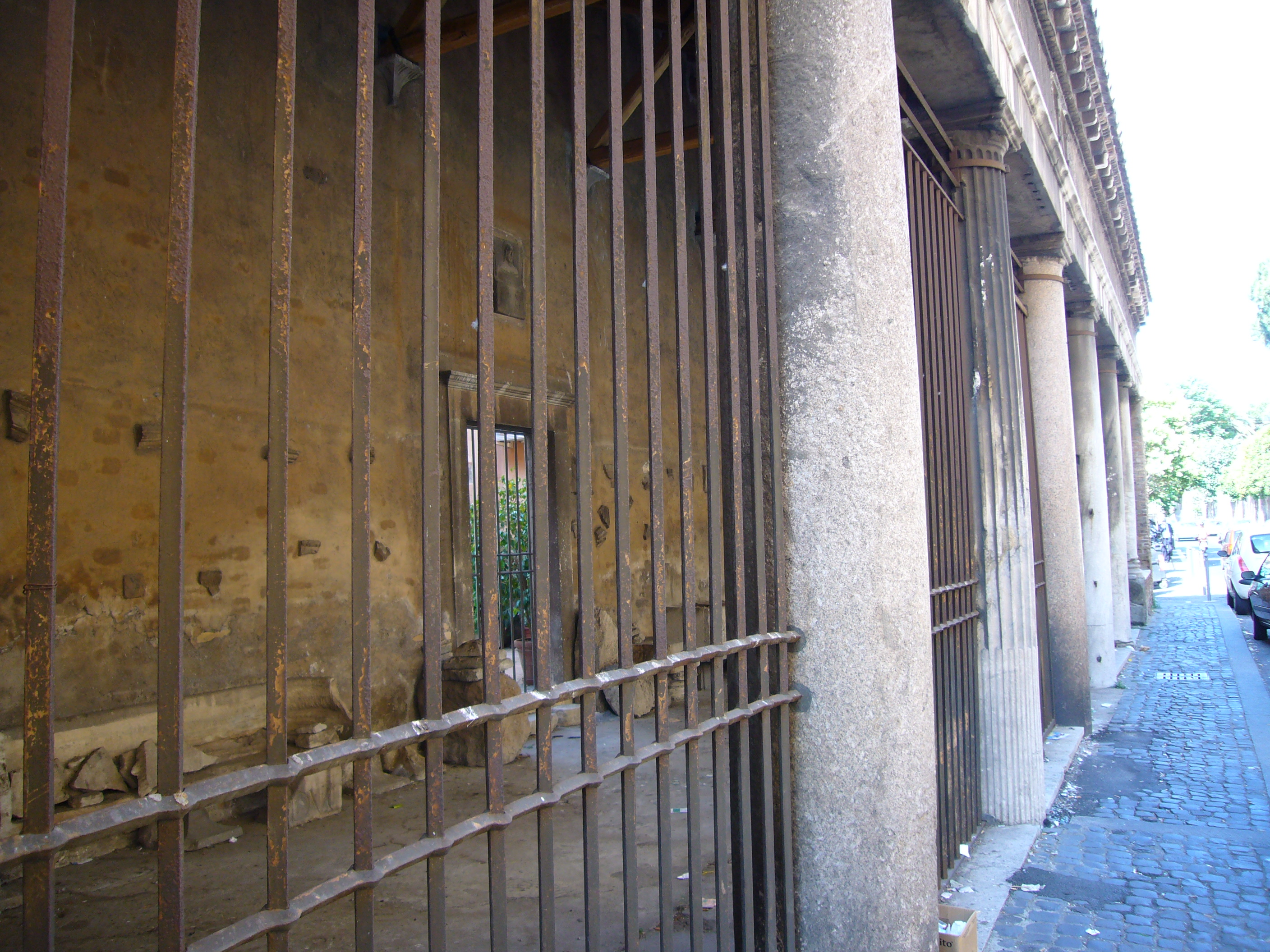
Ciò che resta dell'ospedale di san Michele

Al di sotto dell’Ospedale San Giovanni uno scavo ha riportato alla luce un edificio, con fasi costruttive comprese tra il I e il II secolo d.C, che è stato identificato con la Domus di Domitia Lucilla che qui probabilmente trascorse gli anni della sua giovinezza.
La tradizione vuole che Onorio I nel 626 avesse trasformato la propria casa paterna in una chiesa dedicata a sant'Andrea; nei pressi, verso il 1216, il cardinale Giovanni Colonna aveva fondato e dotato un ospizio per i pellegrini intitolato al medesimo santo.
Nel 1333 la Confraternita ottenne, presso la chiesa di Sant'Andrea, alcuni edifici fatiscenti per fondarvi il proprio ospedale; tra questi una cappella dedicata a San Michele arcangelo, che diede il nome al nuovo ospedale.
Ripetuti ampliamenti vennero successivamente apportati grazie ai lasciti di benefattori che pensavano così di giovare alla salvezza della propria anima.
Nel 1580, papa Gregorio XIII Boncompagni inizia la costruzione del braccio nuovo, quello che ancora oggi delimita la piazza del Laterano verso occidente. I lavori continuarono sotto vari papi (Sisto V, Clemente VIII e Urbano VIII) fino al 1639, con la direzione di Giacomo Mola, luganese, giunto a Roma come nipote di un muratore membro della confraternita e attivo nel lungo cantiere dell'ospedale, divenuto poi membro egli stesso della confraternita a partire dal 1606.
All'inizio del Settecento l'ospedale, aperto a «tutti gl'infermi di qualunque Nazione, sesso, ed età», aveva 120 posti per gli uomini («che si raddoppiano secondo il bisogno e principalmente l'Estate»), mentre «l'altro delle Donne posto dall'altra parte della via publica, ed accresciuto di fabriche dal Pontefice Alessandro VII contiene 60 Letti.».
All'inizio dell'Ottocento (non è chiaro esattamente quando, forse durante l'amministrazione francese) l'ospedale venne completamente destinato alle donne e poteva ospitare, secondo il Morichini, oltre 500 donne, sebbene normalmente le ammalate non superassero le 200. La «Statistica della commissione per gli ospedali di Roma per l'anno 1863» indica 215 malate presenti al 31 dicembre e 2 563 ricoverate lungo l'anno (delle quali 446 morte, il resto «guarite o migliorate»). Nel 1892 fu soppresso l'Ospedale di San Rocco al Porto di Ripetta, destinato alle partorienti e alle Celate, e tutte le partorienti furono trasferite al San Giovanni.

### Il patrimonio fondiario
Il dettagliatissimo Catasto annonario del Nicolai ci dà un quadro analitico delle proprietà agricole di pertinenza del «Venerabile ospedale del Santissimo Salvatore ad Sancta Sanctorum» all'inizio dell'Ottocento. Vi si trovano annotate le seguenti tenute:
- tra la via Tiburtina e la via Nomentana, il complesso di tenute di Aguzzano (oggi parco regionale e fittamente urbanizzato, allora composto dalle tenute di Casaletto di Aguzzano, Pedica, Aguzzanello, Scorticabove e Aguzzano propriamente detto), oltre 212 ettari tra l'Aniene, Casal de' Pazzi, Rebibbia e San Basilio[6];
- tra l'Appia Antica e la Tuscolana, il vasto complesso di tenute costituito da Arco di Travertino, Statuario, Capo di Bove, Torre Spaccata e i Sette bassi: in tutto, oltre 1068 ettari[7];
- in zona Cecchignola, la tenuta di Tor Pagnotta, antica proprietà dei Templari, 321 ettari[8];
- sull'Ardeatina, la tenuta di Tor Marancia, 253 ettari[9];
- sulla via Ostiense, la tenuta della Selcia, ai confini con Vallerano, 266 ettari[10];
- verso Casalotti, la tenuta di S. Rufina, 140 ettari[11];
- al confine con Mentana, infine, la tenuta di Capitignano, oggi parte della Riserva naturale della Marcigliana, 528 ettari[12].

Solo nei confini di Roma l'Ospedale disponeva dunque di un patrimonio fondiario agricolo ingentissimo, esteso per quasi 2800 ettari, a cui si aggiungevano numerosi immobili di vario genere e dimensione provenienti da lasciti testamentari, che producevano rendite, oltre a quelli propriamente destinati ai servizi ospedalieri.
Quanto restava del patrimonio fondiario del San Giovanni dopo l'unità d'Italia, le alienazioni e la liquidazione dell'asse ecclesiastico confluì nel 1896, insieme con i patrimoni degli altri ospedali di Roma, nell'ente "Pio Istituto di Santo Spirito e Ospedali Riuniti".

### Il moderno comprensorio ospedaliero

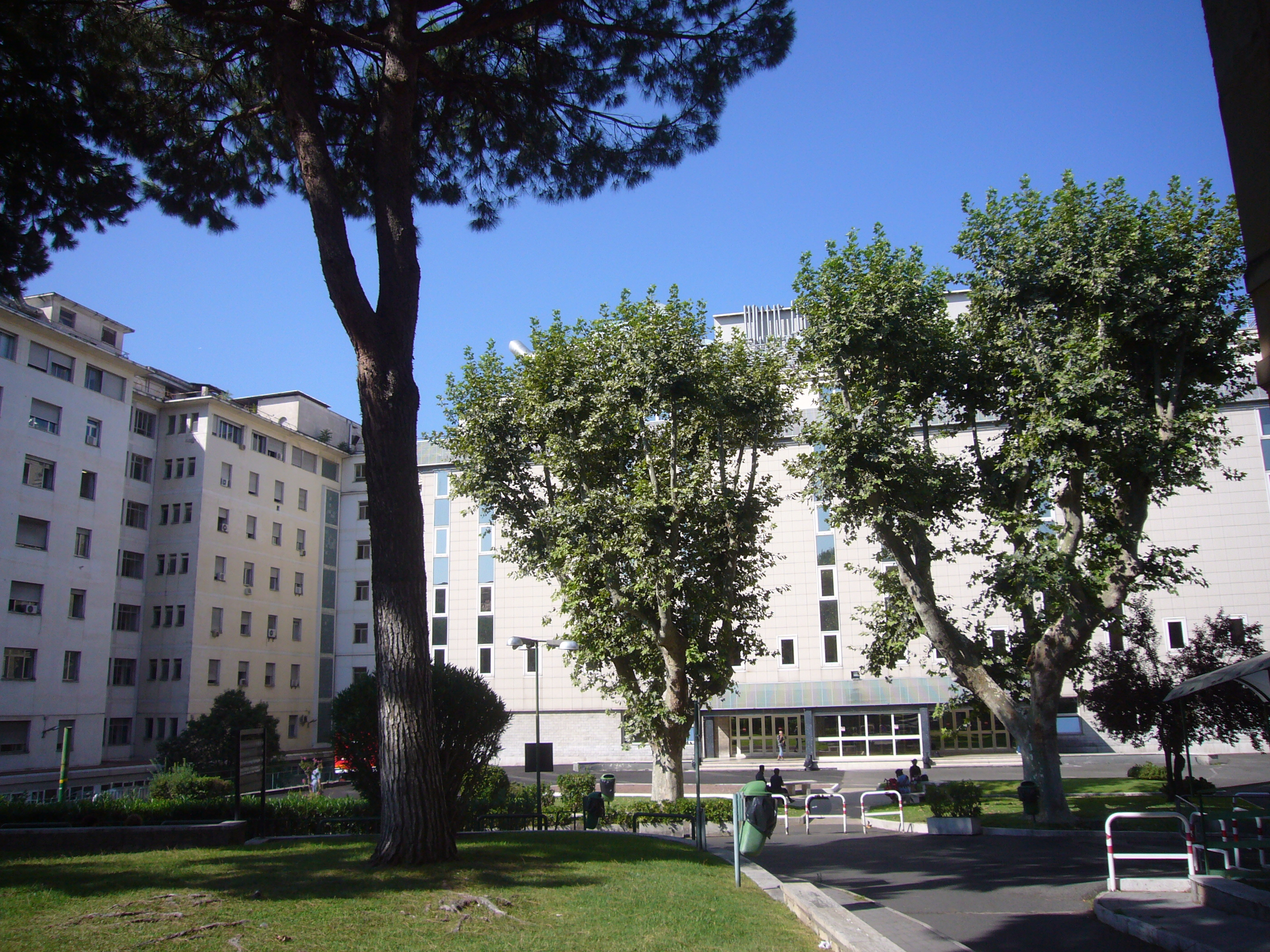
San Giovanni: padiglioni moderni

L'ospedale restò legato al Vaticano almeno fino alla piena realizzazione del Servizio Sanitario Nazionale (gli enti ospedalieri, eredi anche economici delle opere pie cattoliche, furono disciolti solo nel 1978, con la Legge 833). Nel dopoguerra fu massicciamente ampliato a spese pubbliche, con la costruzione di nuovi padiglioni inaugurati a settembre del 1958, essendo sindaco democristiano di Roma uno dei memorabili protagonisti dell'urbanistica postbellica della capitale, Urbano Cioccetti, alla presenza di Tambroni e Andreotti.
Attualmente l'azienda consiste di un vastissimo isolato di servizi ospedalieri che si estende tra la piazza di san Giovanni in Laterano, e la via di santo Stefano Rotondo fino alla basilica omonima da una parte, e lungo via Amba Aradam fino a via di Villa Fonseca dall'altra. Venendo dalla piazza, il comprensorio contiene: l'ospedale di san Giovanni, l'ospedale dell'Addolorata (presso il quale è stata aperta nel 2009 una nuova morgue con servizi aconfessionali e interconfessionali), e l'ospedale britannico. Dall'altra parte di via di san Giovanni in Laterano, sulla piazza, c'è poi l'ospedale delle Donne.
Sul lato opposto di via di Santo Stefano Rotondo si estende invece il policlinico militare Celio, che non fa parte dell'azienda ma contribuisce all'estensione del comprensorio sanitario.